# Omnibus (boek)
Een omnibus is een verzameling verhalen of romans in één omslag. Een omnibus bundelt meestal verhalen van één bepaalde auteur of rond een bepaald thema.
Het woord "omnibus" is afkomstig uit het Latijn en betekende oorspronkelijk "voor allen, voor iedereen".
Strips worden ook gebundeld in zulke uitgaves. Zo'n verzamelalbum wordt ook wel een "integrale" of "integraal" genoemd. Deze bevatten meestal ook een dossier met achtergrondinformatie over onder meer de strips en de auteurs.